# Opowieść wigilijna Myszki Miki
Opowieść wigilijna Myszki Miki (ang. Mickey’s Christmas Carol, 1983) – amerykański film animowany i familijny, adaptacja Opowieści wigilijnej Charlesa Dickensa produkcji The Walt Disney Company. Bohaterowie Opowieści wigilijnej zaprezentowani są jako postaci z pierwszych filmów Walta Disneya.
Jest to ostatni film z udziałem Clarence’a Nasha w roli Kaczora Donalda. Występował on najdłużej z oryginalnej obsady Disneya. Jednocześnie jest to pierwszy film, w którym głosu Sknerusowi McKwaczowi użyczył Alan Young.

## Obsada głosowa
- Alan Young – Ebenezer Scrooge (Sknerus McKwacz)
- Wayne Allwine – 
  - Bob Cratchit (Myszka Miki),
  - grabarz #1,
  - biedak
- Clarence Nash – Fred Honeywell (Kaczor Donald)
- Hal Smith – 
  - Duch Jacoba Marleya (Goofy),
  - Kwestujący na biednych #1 (Szczur z Przygód Ichaboda i Pana Ropucha)
- Eddie Carroll – Duch Minionych Świąt (Hipolit Świerszcz)
- Will Ryan – 
  - Duch Obecnych Świąt (Olbrzym Willie),
  - Duch Przyszłych Świąt (Pete),
  - Mężczyzna przebrany za św. Mikołaja (Wilk Bardzozły),
  - grabarz #1
- Dick Billingsley – Mały Tim (Mordek – siostrzeniec Mikiego)
- Colin Campbell – Kwestujący na biednych #2 (Kret z Przygód Ichaboda i Pana Ropucha)
- Patrica Parris – Isabelle (Kaczka Daisy)

## Wersja polska
Opracowanie i udźwiękowienie wersji polskiej: na zlecenie Disney Character Voices International – Start International Polska

Reżyseria: Joanna Wizmur

Dialogi polskie: Bartosz Wierzbięta

Dźwięk i montaż: Michał Skarżyński

Kierownictwo produkcji: Elżbieta Araszkiewicz

Teksty piosenek: Marek Robaczewski

Kierownictwo muzyczne: Marek Klimczuk

Opieka artystyczna: Michał Wojnarowski

W wersji polskiej udział wzięli:
- Eugeniusz Robaczewski – Ebenezer Scrooge (Sknerus McKwacz)
- Piotr Grabowski – Bob Cratchit (Myszka Miki)
- Jarosław Boberek –
  - Fred Honeywell (Kaczor Donald),
  - grabarz #2
- Krzysztof Tyniec – Duch Jakuba Marleya (Goofy)
- Andrzej Blumenfeld – Duch Minionych Świąt (Hipolit Świerszcz)
- Mirosław Zbrojewicz –
  - Duch Obecnych Świąt (Olbrzym Willie)
  - Mężczyzna przebrany za św. Mikołaja (Wilk Bardzozły),
- Jacek Czyż – Duch Przyszłych Świąt (Pete)
- Tadeusz Borowski – kwestujący na biednych #1 (Szczur z Przygód Ichaboda i Pana Ropucha)
- Robert Tondera –
  - kwestujący na biednych #2 (Kret z Przygód Ichaboda i Pana Ropucha),
  - grabarz #1,
  - biedak
- Hanna Kinder-Kiss – Isabelle (Kaczka Daisy)

Śpiewali: Olga Bończyk, Jacek Bończyk